# Mary Kawena Pukui
Mary Abigail Kawenaʻulaokalaniahiʻiakaikapoliopelekawahineʻaihonuainaleilehuaapele Wiggin Pukui (* 20. April 1895 in Naʻalehu, Distrikt Kaʻū, Hawaii, Republik Hawaii; † 21. Mai 1986), bekannt als Kawena, war eine international anerkannte Autorität auf dem Gebiet hawaiischer Lebensart, Literatur und Sprachwissenschaft. Sie war Tänzerin des traditionellen Hula, Komponistin und Erzieherin.

## Leben
Geboren wurde Mary Kawena Pukui im Kaʻu District auf der Insel Hawaii. Ihre Eltern waren die indigene Mutter Mary Paʻahana Kanakaʻole und Henry Wiggin aus Massachusetts. Nach traditionellem Brauch von hanai wurde sie zunächst von den Eltern ihrer Mutter aufgezogen. Ihre Großmutter, eine traditionelle Hula-Tänzerin am Hof der Königin Emma von Hawaii, lehrte sie Gesänge und Geschichten, während ihr Großvater ein Heiler und kahuna pale keiki (Geburtshelfer) war, der Lomi Lomi Massage lehrte, mit Kräutern heilte (laʻau lapaʻau), das Hoʻoponopono (Versöhnungsverfahren) anwendete und das Gebetswesen pule lehrte. Ihre Ur-Ur-Großmutter war eine kahuna pule (haw. Priesterin) in der Pele Linie. Nach dem Tod ihrer Großmutter kehrte sie in ihr Elternhaus zurück, in dem sie sowohl Hawaiisch als auch Englisch sprach.
Sie ging in der Hawaiian Mission Academy zur Schule und lehrte Hawaiische Kultur an der Punahou School. Pukui sprach fließend Hawaiisch und sammelte und übersetzte hawaiische Volksweisheiten und Geschichten. Von 1938 bis 1961 arbeitete sie am Bernice P. Bishop Museum als ethnologische Assistentin und Übersetzerin. Gleichfalls lehrte sie etlichen Studenten Hawaiisch und diente zahlreichen Anthropologen als Informantin. Sie veröffentlichte mehr als 50 wissenschaftliche Schriften und war Co-Autorin bei der Erstellung des Hawaiian-English Dictionary (1957, überarbeitet 1986), der Place Names of Hawaii (1974) und dem The Echo of Our Song (1974), einer Übersetzung alter Chantings und Gesänge. Ihr Buch ʻOlelo Noʻeau enthält etwa 3000 Beispiele hawaiischer Sprichwörter und poetischer Ausdrücke, übersetzt und kommentiert. Das zweibändige Werk Nana i ke Kumu, Look to the Source, ist eine unschätzbare Quelle hawaiischer Bräuche und Traditionen. Sie war Expertin für Chanting und Hula-Tanz, schrieb lyrische Texte und komponierte die Musik zu über 150 hawaiischen Liedern.
In Ergänzung zu ihren veröffentlichten Werken wurde Pukui's Wissen auch in ihren Kommentaren, mündlichen Geschichten, Hunderten aufgenommener Audiokassetten aus den 1950er und 1960er Jahren bewahrt, ebenso ein paar Filmclips, die alle im Bishop Museum gesammelt wurden. Oft wurde ihr auch nachgesagt, mit ihren Arbeiten die Hawaiische Renaissance der 1970er Jahre erst möglich gemacht zu haben.
Von der Honpa Hongwanji Mission of Hawaii wurde sie 1977 als Living Treasure of Hawaii (Lebender Schatz von Hawaii) geehrt, 1995 in die Hawaiian Music Hall of Fame aufgenommen.

## Schriften (Auswahl)
- mit E. S. Craighill Handy und Katherine Livermore: Outline of Hawaiian Physical Therapeutics (= Bernice P. Bishop Museum. Bulletin. Bd. 126, ISSN 0005-9439). The Museum, Honolulu HI 1934.
- mit Henry Pratt Judd und John F. G. Stokes: Introduction to the Hawaiian Language. Tongg Publishing Company, Honolulu HI 1943.
- mit Samuel H. Elbert: Hawaiian-English Dictionary. University of Hawaii Press, Honolulu HI 1957 (zahlreiche Ausgaben).
- mit E. S. Craighill Handy: The Polynesian family system in Ka-'u, Hawaii. The Polynesian Society, Wellington 1958.
- mit E. W. Haertig und Catherine A. Lee: Nānā i ke Kumu. = Look to the Source. 2 Bände. Hui Hanai, Honolulu HI 1972–1979.
- mit Samuel H. Elbert: Place names of Hawaii. And Supplement to the third Edition of the Hawaiian-English Dictionary. University of Hawaii Press, Honolulu HI 1966 (Revised and enlarged edition. Mit Samuel H. Elbert und Esther T. Mookini. ebenda 1974, ISBN 0-8248-0208-X).
- als Herausgeberin mit Alfons L. Korn: The Echo of our Song. Chants & Poems of the Hawaiians. University Press of Hawaii, Honolulu HI 1973, ISBN 0-8248-0248-9.
- Olelo No'eau. Hawaiian Proverbs & Poetical Sayings (= Bernice P. Bishop Museum. Special Publication. Bd. 71). Collected, translated, and annotated. Bishop Museum Press, Honolulu HI 1983, ISBN 0-910240-92-2.